# Robert C. Wickliffe (Politiker, 1819)

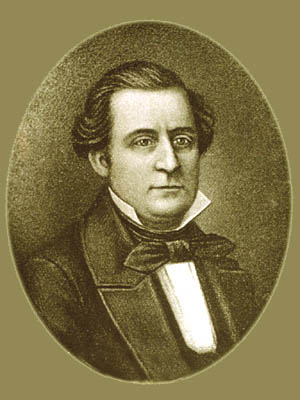
Robert C. Wickliffe

Robert Charles Wickliffe (* 6. Januar 1819 in Bardstown, Nelson County, Kentucky; † 18. April 1895 ebenda) war ein US-amerikanischer Politiker und von 1856 bis 1860 Gouverneur des Bundesstaates Louisiana.

## Frühe Jahre und politischer Aufstieg
Robert Wickliffe wurde als Sohn von Charles A. Wickliffe geboren, der von 1839 bis 1840 Gouverneur von Kentucky und unter Präsident John Tyler US-Postminister war. Er besuchte das St. Joseph’s College in Bardstown und das Augusta College sowie bis 1840 das Centre College in Danville. Nach einem anschließenden Jurastudium in Washington, D.C. und seiner Zulassung begann er in Bardstown als Rechtsanwalt zu praktizieren.
1846 zog Wickliffe nach St. Francisville in Louisiana, um sich von einer Lungenentzündung zu erholen. Dort lebte er auf der Plantage „Wyoming“, die der Familie seiner Frau gehörte. Wickliffe blieb in Louisiana und wurde Mitglied der Demokratischen Partei. Zwischen 1852 und 1855 saß er im Senat von Louisiana; von 1854 bis 1855 war er Präsident dieses Gremiums. Nach dem Tod von Vizegouverneur W.W. Farmer im Jahr 1854 übernahm er dessen Aufgaben.

## Gouverneur von Louisiana
Am 5. November 1855 wurde er als Kandidat seiner Partei gegen Charles Derbigny, den Sohn des 1829 verstorbenen früheren Gouverneurs Pierre Derbigny, zum neuen Gouverneur seines Staates gewählt. Er trat sein Amt am 30. Januar 1856 an und übte es bis zum 11. Januar 1860 aus. Wickliffe trat für die Rechte der Einzelstaaten gegenüber der Bundesregierung ein und war für eine Ausdehnung der amerikanischen Hoheit auf die Karibik einschließlich Kubas, Mexiko und anderer Teile von Mittelamerika. Er war außerdem ein Anhänger der Sklaverei, die er zu beschützen versuchte. In seiner Amtszeit wurde in Louisiana auch der Eisenbahnbau weiter vorangetrieben. Die 1857 ausgebrochene Wirtschaftskrise machte damals auch Louisiana zu schaffen. Die Stadt New Orleans erhielt eine neue Stadtverordnung und ein neues System zur Erfassung der Einwohner und Wähler. Damit wollte der Gouverneur die dort regierende Know-Nothing Party bekämpfen. Bei Unruhen in dieser Stadt musste er im Jahr 1858 sogar die Miliz entsenden. Es gelang ihm aber nicht, die Macht seiner Gegner in New Orleans zu brechen.

## Weiterer Lebenslauf
Nach dem Ende seiner Amtszeit wurde Wickliffe zunächst wieder Rechtsanwalt und Pflanzer. Im Jahr 1860 war er Delegierter zur Democratic National Convention in Baltimore, auf der er sich für Stephen A. Douglas als Präsidentschaftskandidat einsetzte. Aus den Diskussionen um die Abspaltung Louisiana von der Union hielt sich Wickliffe heraus. Er nahm auch nicht am Bürgerkrieg teil. Nach dem Krieg wurde er im Jahr 1866 für Louisiana ins US-Repräsentantenhaus gewählt. Dort wurde er aber, wie die anderen Abgeordneten aus den Südstaaten, nicht zugelassen. Im Jahr 1876 war er erneut auf dem Bundesparteitag der Demokraten, auf dem er Samuel J. Tilden unterstützte, der dann bei den Präsidentschaftswahlen äußerst knapp Rutherford B. Hayes unterlag. 1884 unterstützte er die erfolgreiche Präsidentschaftskandidatur von Grover Cleveland. 1892 scheiterte eine Kandidatur für das Amt des Vizegouverneurs von Louisiana.
Robert Wickliffe starb im April 1895 bei einem Verwandtenbesuch in seinem Geburtsort in Kentucky. Er war zweimal verheiratet und hatte zwei Kinder. Seine erste Frau, Anna Dawson, war die Tochter des Kongressabgeordneten John Bennett Dawson und Nichte des früheren Gouverneurs Isaac Johnson. Seine zweite Frau war Annie Davis Anderson.